# Sillago macrolepis
Sillago macrolepis är en fiskart som beskrevs av Bleeker, 1859. Sillago macrolepis ingår i släktet Sillago och familjen Sillaginidae. Inga underarter finns listade i Catalogue of Life.